# Zeetze (Luckau)
 (juin 2024).
Zeetze est un quartier de la commune de Luckau, dans le Land de Basse-Saxe.

## Géographie
Le Rundling se situe à trois kilomètres au nord-ouest du centre-ville de Luckau.

## Histoire
L'église évangélique luthérienne Saint-Jean de Zeetze remonte à l'époque romane tardive, vers 1305, avec sa base de clocher et sa nef rectangulaire. Le clocher occidental en brique est de style gothique tardif, vers 1428.
Zeetze est mentionné pour la première fois en 1346 sous le nom de "Tzetze".
Le 1er juillet 1972, Zeetze est incorporé à la commune de Luckau.